# Straconcolo
Straconcolo è una frazione del comune cremonese di Stagno Lombardo posta ad est del centro abitato.

## Storia
La località era un piccolo villaggio agricolo di antica origine del Contado di Cremona con 436 abitanti a metà Settecento.
In età napoleonica il comune annesse Gerre del Pesce, Brancere, Stagno Pagliaro e Polesine con Gibello, quest'ultimo per la rettifica sul Po del confine col Ducato di Parma. Tutti i provvedimenti tranne l'ultimo furono annullati dagli austriaci al loro ritorno.
Subito dopo l'unità d'Italia, nel 1862, il comune di Straconcolo venne annesso a quello di Stagno Pagliaro.